# Jack Unterweger
Johann „Jack“ Unterweger (16. srpna 1950, Judenburg, Štýrsko, Rakousko – 29. června 1994, Štýrský Hradec) byl rakouský zločinec, sériový vrah žen, spisovatel a novinář. Už v mládí byl odsouzen na doživotí, po zdánlivé nápravě byl po 15 letech propuštěn a začal znovu vraždit. Nakonec ve vězení spáchal sebevraždu. Jeho případ vyvolal velký ohlas a inspiroval řadu uměleckých počinů.

## Biografie
Byl potomkem amerického vojáka a rakouské servírky (podle některých zdrojů byla i prostitutkou). Poté, co byla jeho matka uvězněna za podvody, byl Johann svěřen do výchovy jejímu otci (svému dědečkovi), který byl znám jako hrubián a zloděj dobytka. Johann se pod tímto vlivem také dal na dráhu zločinu a v letech 1966–1974 byl šestnáctkrát odsouzen za různé loupežné a násilné trestné činy.
V roce 1976 byl odsouzen na doživotí za uškrcení 18leté dívky. Ve vězení se dal na psaní a posléze byl vydáván za vzor polepšeného zločince. Od poloviny 80. let se vzmáhala kampaň za jeho propuštění, přimlouvali se za něj mj. význační spisovatelé Günter Grass nebo Elfriede Jelinek. Tehdejší rakouský prezident Rudolf Kirchschläger však petici odmítl s tím, že soud určil minimální délku trestu na 15 let.
Unterweger byl nakonec propuštěn ihned po uplynutí povinné doby v roce 1990, stal se hostem různých pořadů, pořádal rozhovory a přednášky na téma rehabilitace zločinců, a pracoval jako novinář a televizní reportér. Už toho roku ale spáchal sérii dalších vražd mladých žen, většinou prostitutek, z toho jednu v Praze (Blanka Bočková). O mnohých těchto případech tehdy dokonce sám referoval v rakouské televizi. Byť začal být policií zvažován jako podezřelý, nebylo tehdy ještě objeveno dost indicií pro obvinění. Roku 1991 jel pracovně do Los Angeles, aby napsal reportáž o tamní zločinnosti, a dokonce se zúčastnil policejní razie v jedné „vykřičené“ čtvrti.
Počátkem roku 1992 už rakouská policie shromáždila dostatek důkazů pro obvinění, ale Unterweger stihl uprchnout do zahraničí. Nakonec byl dopaden v Miami na Floridě a v květnu byl na vlastní žádost vydán do Rakouska. Tam byl nakonec odsouzen za 11 vražd – 7 spáchaných v Rakousku, 1 v Československu a 3 v USA (během jeho pobytu v Los Angeles). Po prvoinstančním rozsudku spáchal ve vězení sebevraždu – oběsil se na lanku svázaném z tkaniček a pásku od kalhot. Použil přitom stejný uzel, jaký byl objeven na uškrcených tělech jeho obětí.